# Зиванія

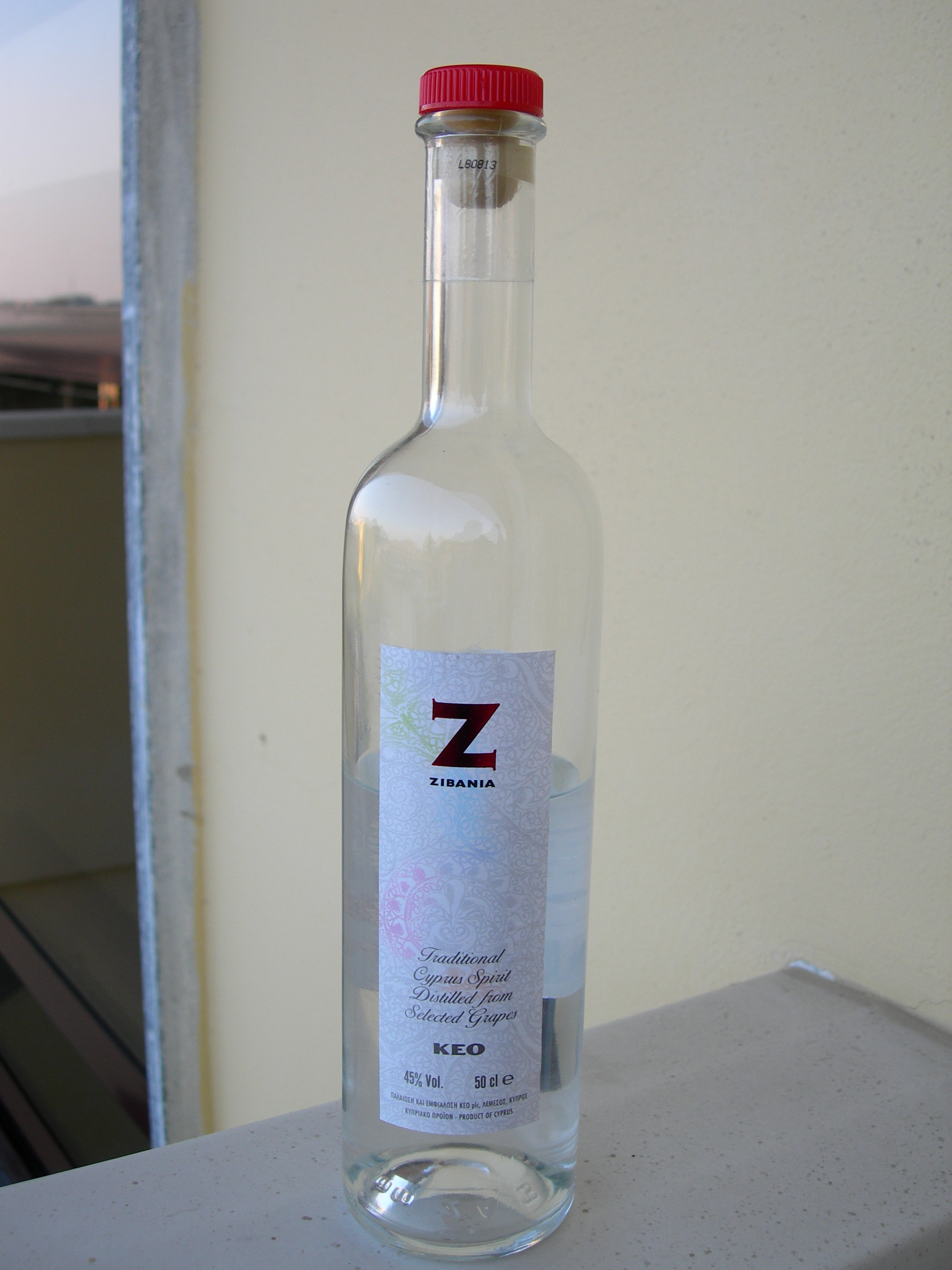
Кіпрська зиванія

Зиванія (грец. Ζιβανία) (тур. Zivaniya) – кіпрський національний алкогольний напій міцністю 45–49%. Самі кіпріоти називають Зиванію кіпрським віскі, хоча вона ближче до італійської граппи чи грузинської чачі, оскільки також виготовляється методом дистиляції продукту бродіння виноградної мезги.
Основними виробниками зиванії на Кіпрі є KEO, LOEL, SODAP і ETKO. Найякісніша зиванія, міцністю у 49%, виробляється в монастирі Кіккос, що розташований неподалік від селища Педус в районі Троодоса. Крім звичайної “білої” зиванії в Кікосі виробляють ще й “червону” зиванію (Kokkina Zivana) – настояну на травах та меду.
Цей алкогольний напій готується за допомогою традиційного рецепту, що передається із покоління до покоління сільськими жителями Кіпру. Основою для отримання зіиванії слугує маса вичавленого винограду, що називається на Кіпрі “зивана”, саме завдяки їй, напій і отримав назву – зиванія.
Якщо використовувати для виготовлення зиванії лише тільки виноград, то смак виявляється не дуже приємним, а сам напій не досить ароматним, тому на Кіпрі дуже часто у Зиванію додають корицю, базилік, інжирні камінці, мед.